# Marco Canola
Marco Canola (Vicenza, 26 de dezembro de 1988) é um ciclista italiano que foi profissional entre 2012 e 2022.

## Palmarés
- 2012
  - 1 etapa do Tour de Langkawi

- 2014
  - 1 etapa do Giro d'Italia[3]

- 2017
  - Volta Limburg Classic
  - 3 etapas do Tour do Japão
  - 1 etapa do Tour de Utah
  - Japan Cup

- 2019
  - 1 etapa do Tour de Utah

## Resultados em Grandes Voltas
| Corrida | Corrida         | 2012 | 2013  | 2014  | 2015 | 2016 | 2017 | 2018 | 2019  | 2020 | 2021 | 2022 |
| ------- | --------------- | ---- | ----- | ----- | ---- | ---- | ---- | ---- | ----- | ---- | ---- | ---- |
|         | Giro d'Italia   | —    | 139.º | 122.º | —    | —    | —    | —    | 107.º | —    | —    | —    |
|         | Tour de France  | —    | —     | —     | —    | —    | —    | —    | —     | —    | —    | —    |
|         | Volta a Espanha | —    | —     | —     | —    | —    | —    | —    | —     | —    | —    | —    |

—: não participa

Ab.: abandono